# روز پیروزی در جنگ کبیر آزادسازی سرزمین پدری

روز پیروزی در جنگ کبیر آزادسازی سرزمین پدری از تعطیلی‌های رسمی در کره شمالی است که در ۲۷ ژوئیه برای گرامیداشت امضای پیمان ترک مخاصمه کره که به آتش‌بس در جنگ کره انجامید جشن گرفته می‌شود. در این روز مراسمی در یادمان جنگ فاتحانه آزادسازی سرزمین پدری برگزار می‌شود.